# Transmisión de bicicleta

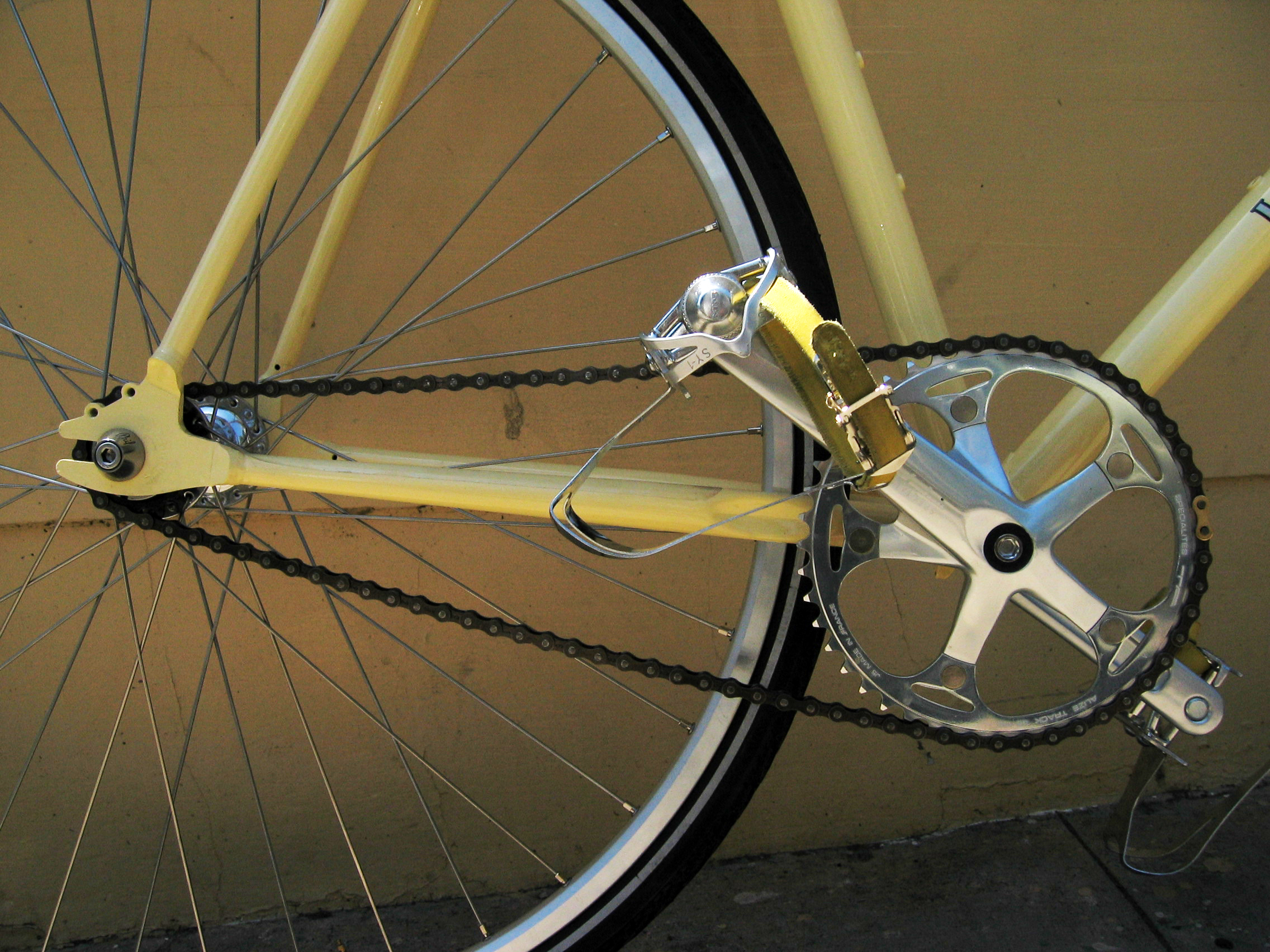
Transmisión por cadena en una bicicleta monomarcha

Los sistemas de transmisión de bicicleta se utilizan para transmitir la energía de los conductores a las ruedas motrices de bicicletas, triciclos, cuatriciclos, monociclos, u otros vehículos de tracción humana (VTH). La mayoría también incluyen algún tipo de mecanismo para convertir la velocidad y el par a través de relaciones de transmisión.
El sistema más habitual transmite el movimiento de las piernas sobre unos pedales enroscados a unas bielas montadas a unos platos dentados y este impulsa, mediante una cadena de transmisión un sistema de piñón libre y este a su vez a la rueda trasera.

## Recolección de energía
La transmisión de bicicletas ha desarrollado sistemas para recoger energía de los ciclistas por una variedad de métodos. 

### Con los pies
- Platos/bielas y pedal

### Con los brazos
- Bicicletas que se «impulsan con los brazos». Útiles para personas sin movilidad en las piernas o simplemente para ejercitar la parte superior.

### De todo el cuerpo
- Bicicletas reclinadas ofrecen la posibilidad de combinar la mano y el pie como aporte de energía

### De ciclistas múltiples
- Bicicletas tándem
- Bicicleta sociable

## Transmisión de potencia
Medios para transmitir la energía de los pedales a la rueda:

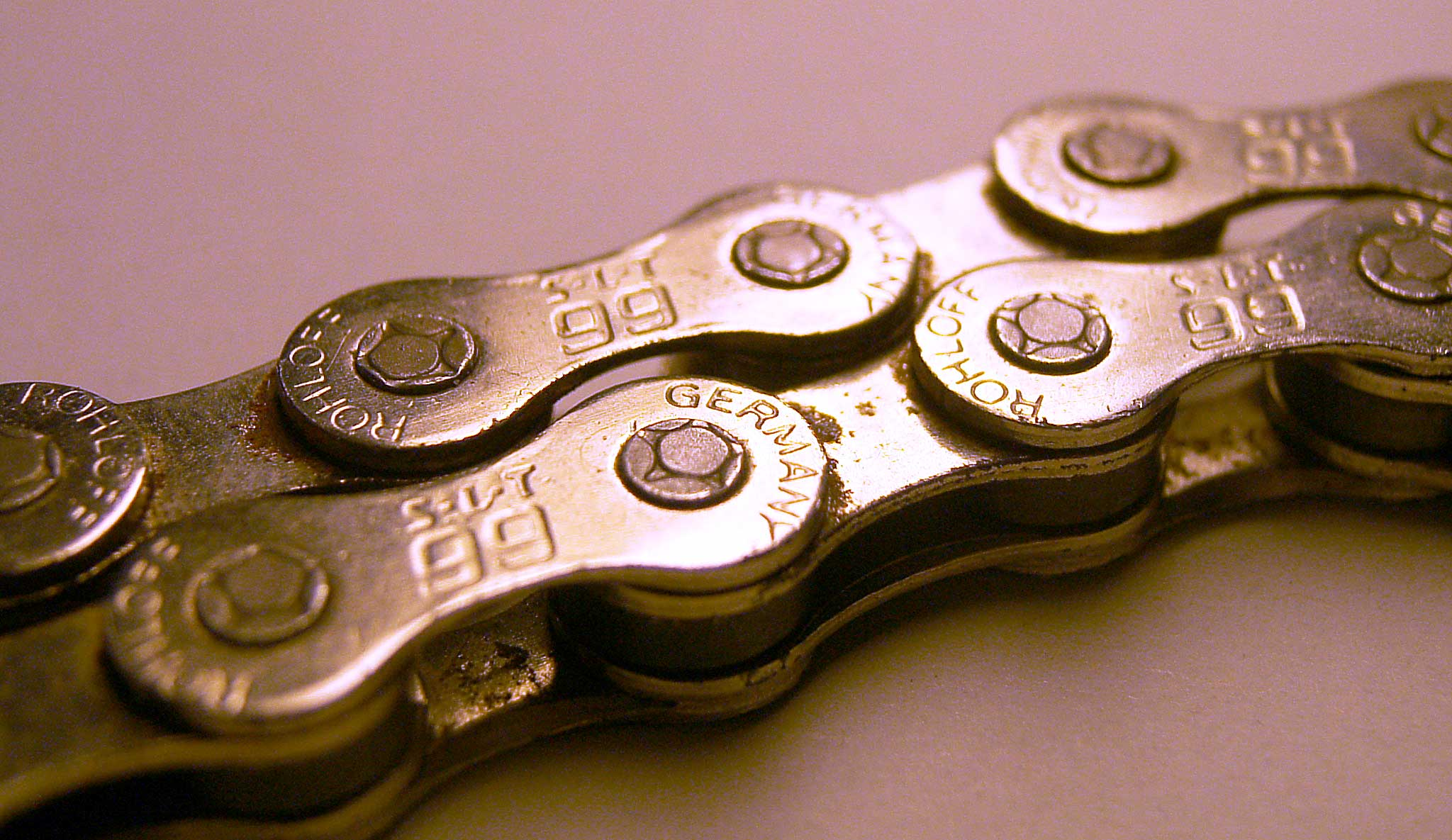
Cadena de bicicleta

### Cadena de transmisión
Las transmisiones por cadena trabajan de acuerdo con el principio de engranaje que carecen de nombre platos de estrella o simplemente estrella. En estas transmisiones el engranaje tiene lugar entre los dientes de la estrella y los eslabones de la cadena.

### Correa de transmisión
La transmisión por correa (belt drive) trabaja de acuerdo con el principio de poleas dentadas y en vez de cadena tenemos una cinta flexible o correa. La correa está fabricada en fibra de Kevlar lo que le confiere unas altas prestaciones en durabilidad y tensión. El sistema se postula por su excelencia y por estar libre de grasa, fácil de limpiar y cómodo. Este tipo de transmisión es casi un estándar en las modernas bicicletas estáticas o para ejercicio.

### Eje de transmisión
Véase también: Ejes de transmisión en bicicletas.

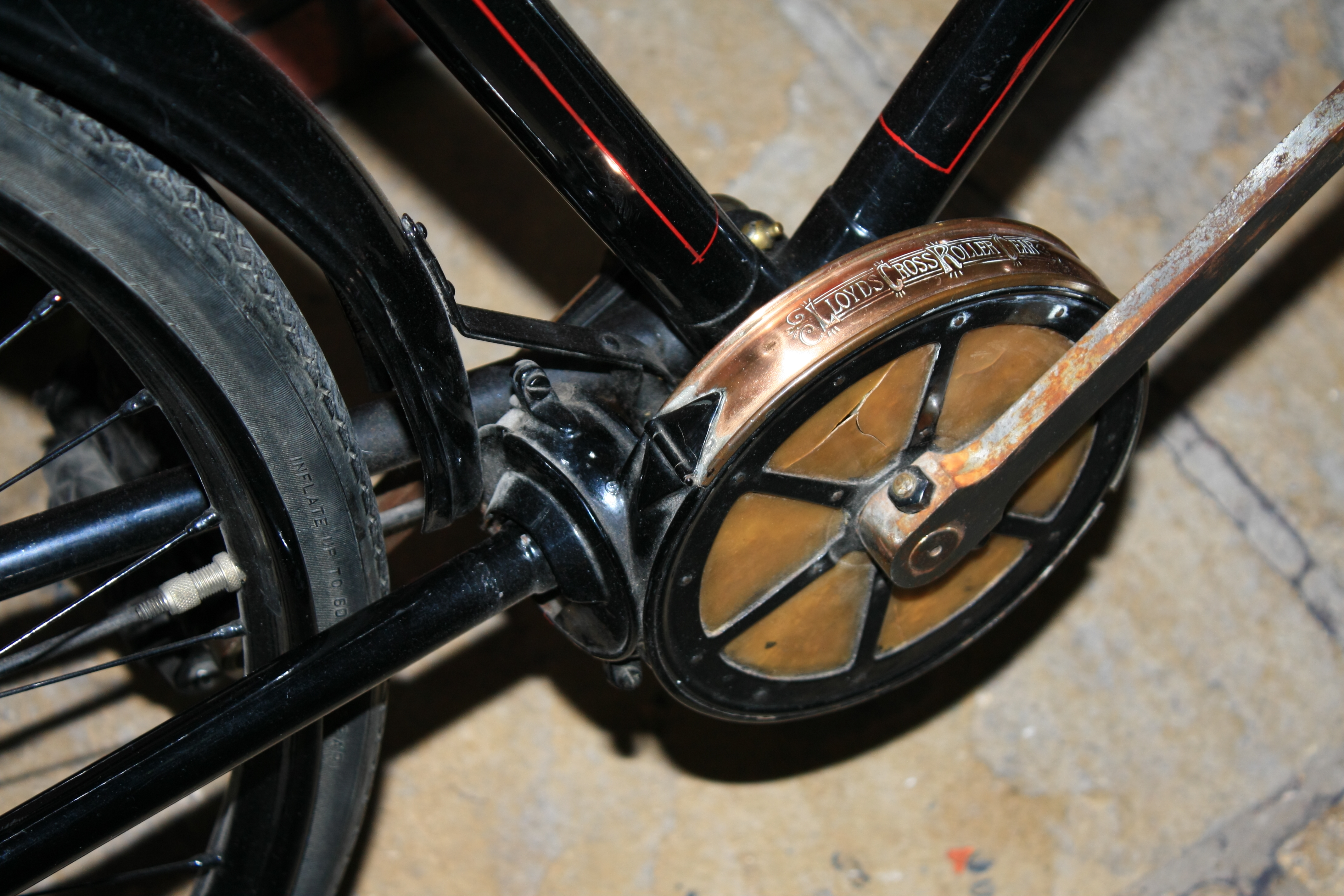
Antigua bicicleta con eje de transmisión y engranaje cónico helicoidal interno en vez de un plato

Una bicicleta con eje de transmisión (shaft drive) es una bicicleta que utiliza un eje en lugar de una cadena para transmitir potencia desde los pedales a la rueda. Las bicicletas con eje de transmisión se introdujeron hace más de un siglo, pero fueron en su mayoría suplantados por las bicicletas accionadas mediante cadenas debido a los rangos posibles de cambios de velocidades con piñones y desviadores.  Recientemente, debido a los avances en la tecnología de cambios internos, se ha introducido un pequeño número de modernas bicicletas accionadas con eje de transmisión.
Las bicicletas con eje de transmisión se empezaron a utilizar a finales del siglo XIX. Es tan antigua como la propia bicicleta.

### Transmisión hidráulica
La transmisión hidráulica usa un sistema hidráulico para transmitir la energía del ciclista en movimiento.

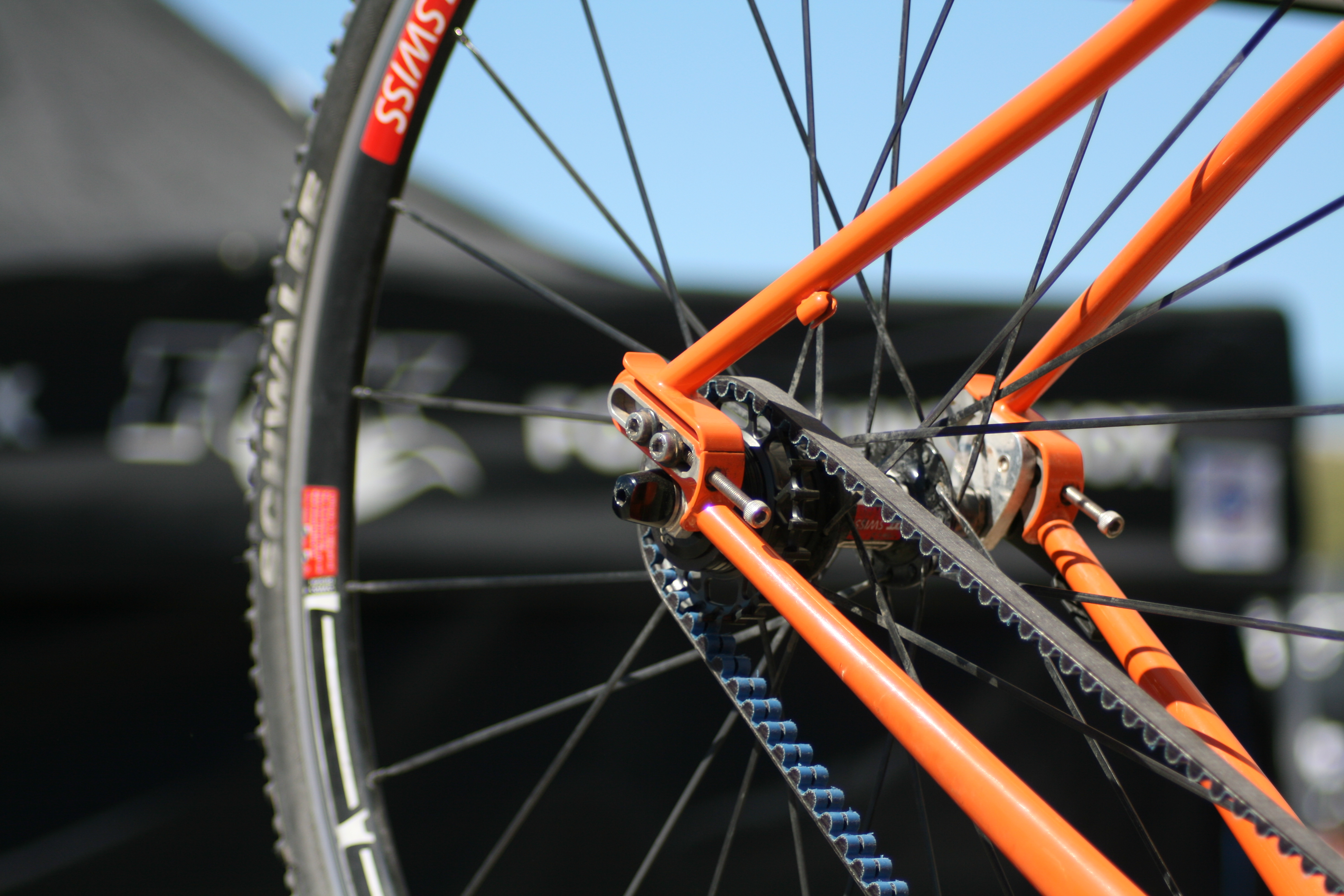
Transmisión por correa
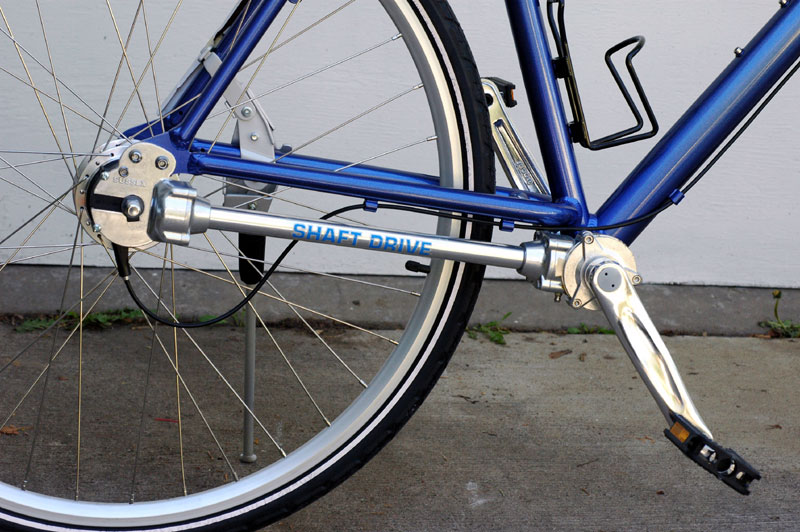
Transmisión por eje cardán

## Mecanismos de transmisión y engranajes
Las piernas de un ciclista producen energía de manera óptima dentro de un rango de velocidad de pedaleo estrecho. Engranajes son utilizados para optimizar este estrecho margen de la mejor manera posible. Se han desarrollado sistemas de transmisión para convertir la velocidad y el par por una variedad de métodos.

### Cambios internos
Un cambio interno o cambio de buje es un sistema análogo al cambio de bicicletas externo, pero usando engranajes como en una caja de cambios de moto o coche.

### Desviador
Un desviador, en francés; dérailleur, es un cambio de marcha de bicicletas externo.

### Monomarcha
Una monomarcha o «una velocidad» no tiene un sistema de cambio de marchas, es un mecanismo con un solo engranaje, no se utiliza desviador de cambio, cambios internos u otros métodos para variar la relación de transmisión de la bicicleta.

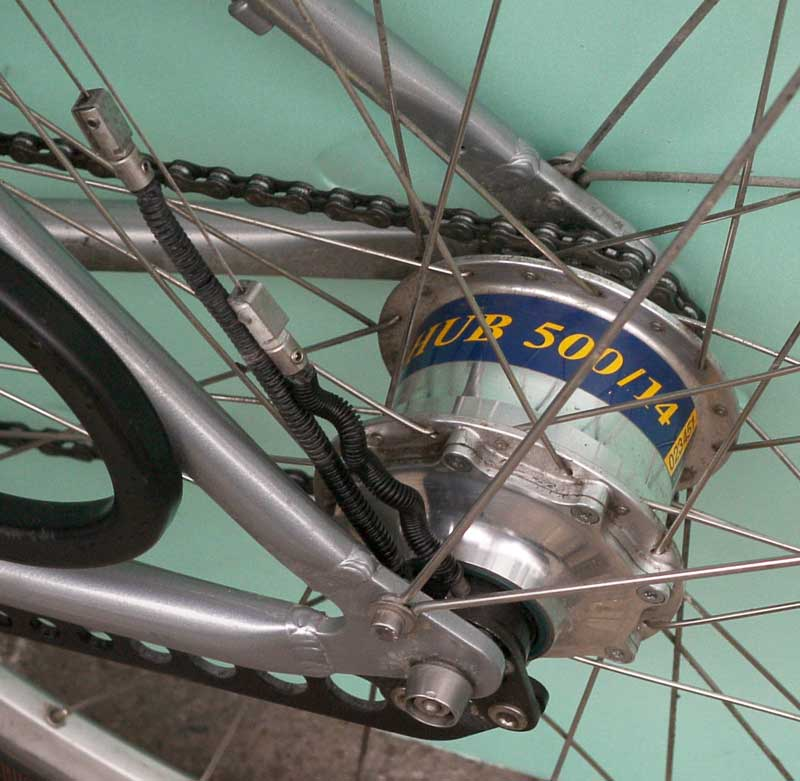
Cambio interno de marchas
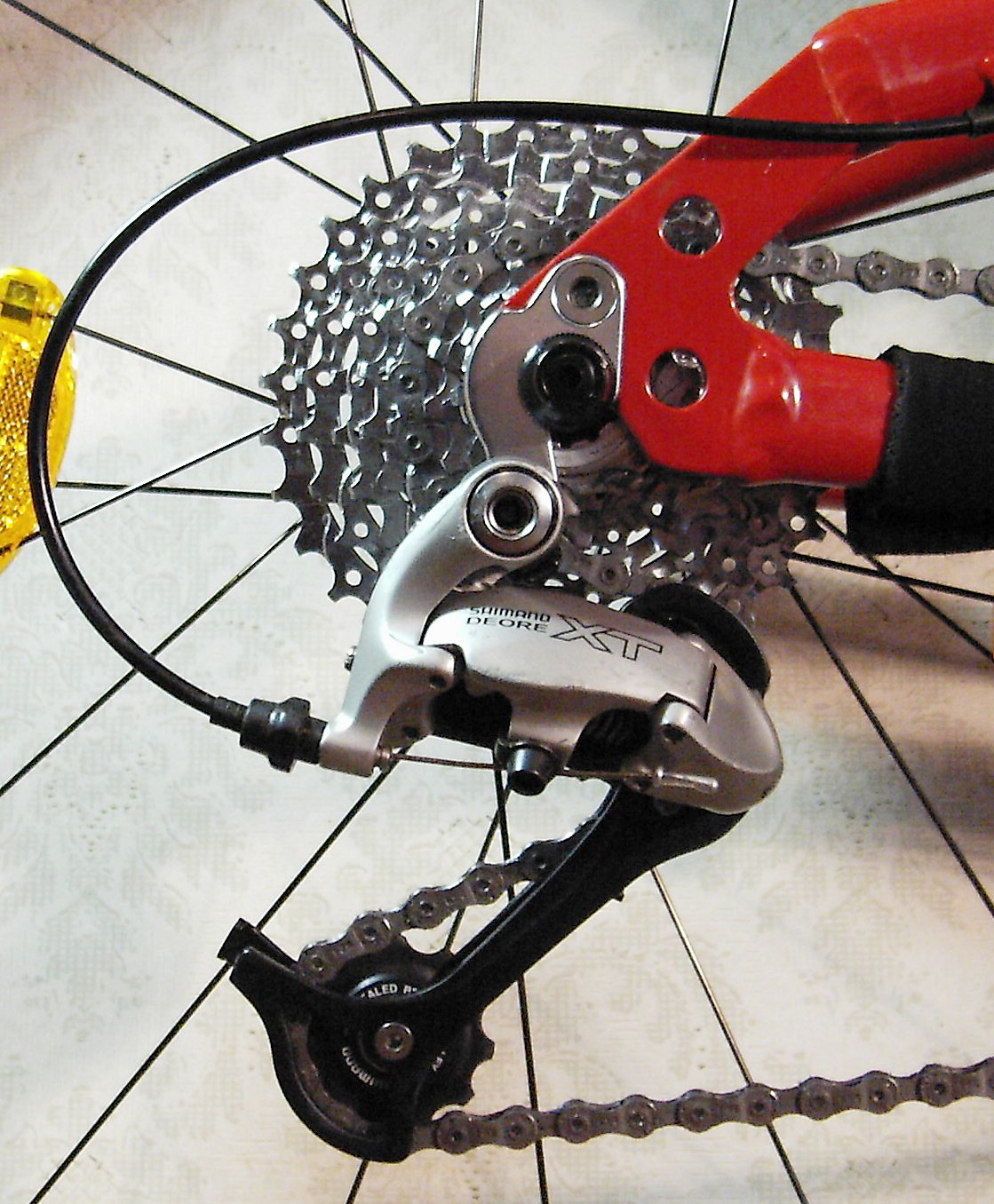
Cambio externo de marchas tipo  desviador
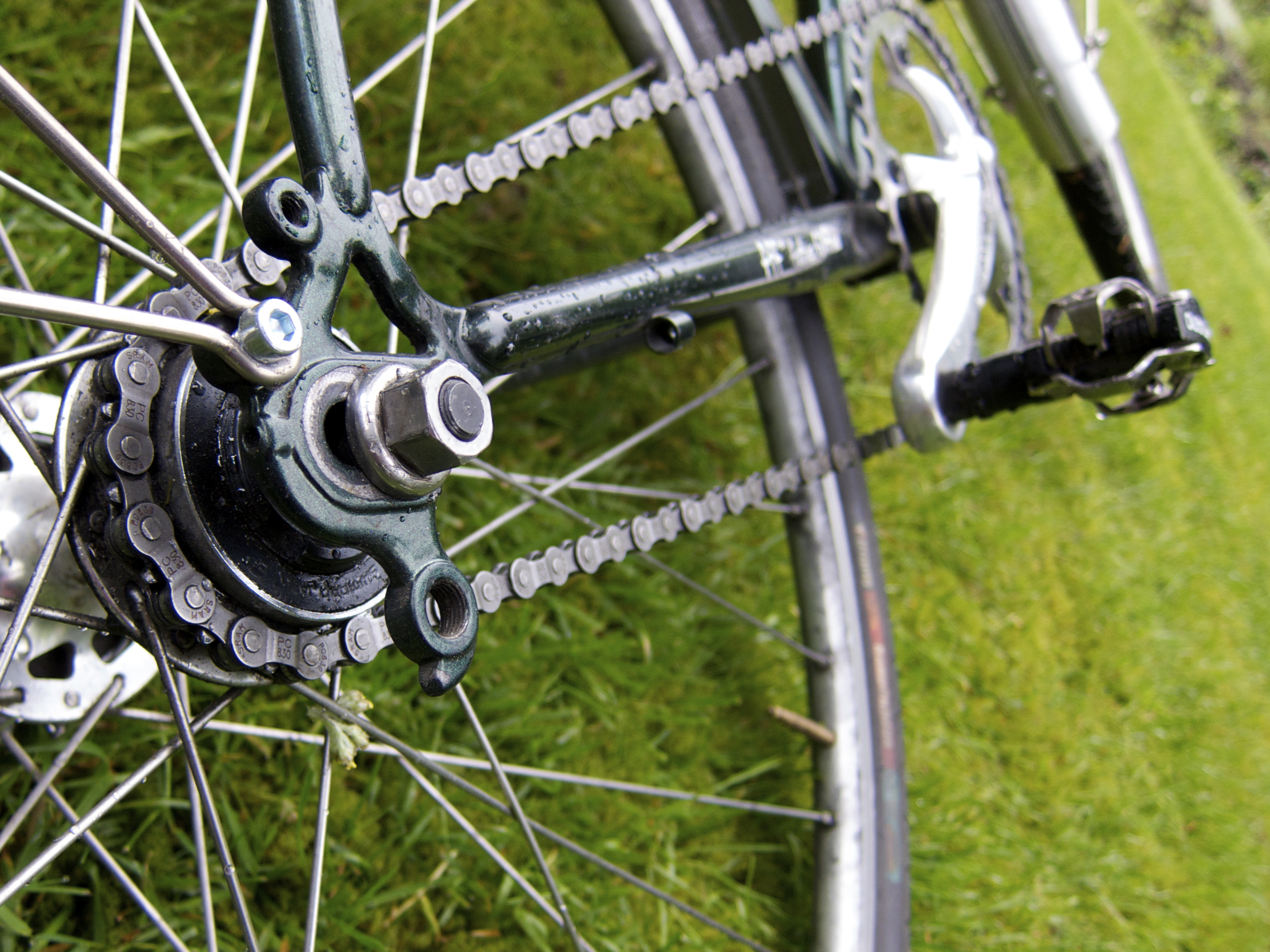
Una sola velocidad

## Cambiadores de velocidad
Casi todas las bicicletas vienen equipadas con cambios con indicador controlados por una palanca en el manillar, y están situadas de tal modo que puedan accionarse con una simple presión del pulgar (cambiadores de pulsadores), o al girar la muñeca (cambiadores giratorios).

## Relación de marchas
Un cambio, accionado por una palanca, es un medio para variar el ritmo al que se realiza el trabajo. A este ritmo de variación se le denomina «relación de marchas». En una bicicleta, esta razón viene determinada por los tamaños relativos de los platos y las coronas. Con un plato de 52 dientes (D), una vuelta completa de las bielas hará girar cuatro veces una rueda con una corona de 13 D, (la razón es de 4:1), mientras que un plato de 28 D hará girar una vez una rueda con una corona de 28 D (la razón desde 1:1). Una combinación de 52/13 D es grande y proporciona velocidad, mientras que una combinación de 28/28 D es baja y proporcionará fuerza para subir cuestas, aunque sea lentamente.

## Variaciones
- No es raro ver bicicletas reclinadas con «tracción delantera» por resultar más simple.
- Son muy raras las bicicletas con tracción 2X2, análoga al 4X4 de los coches.
- Existen platos que evitan el punto muerto del pedal como el Rotor u otros sistemas que los mitigan como los platos ovalados. En el caso de las bicicletas de piñón fijo,  obliga a pedalear para avanzar, no hay punto muerto.